# Minami Nagano Sports Park Stadium
O Minami Nagano Sports Park Stadium é um estádio localizado em Nagano, no Japão, possui capacidade total para 15.000 pessoas, é a casa do time de futebol AC Nagano Parceiro, foi inaugurado em 2015.